# Stachys rudatisii
Stachys rudatisii là một loài thực vật có hoa trong họ Hoa môi. Loài này được Skan miêu tả khoa học đầu tiên năm 1910.